# Aktywacja (chemia)
Aktywacja – nadanie cząsteczce energii wystarczającej do wejścia w reakcję chemiczną. Energia ta nazywa się energią aktywacji. W wyniku aktywacji cząsteczka przechodzi ze stanu nieaktywnego w aktywny.

## Sposoby aktywacji
- termiczna – aktywacja następuje przez podgrzanie substancji; energia jest uzyskiwana przez cząsteczkę na skutek zderzenia z innymi cząsteczkami substancji, bądź ściankami reaktora
- katalityczna – przez dodanie katalizatora
- fotoaktywacja – przez naświetlanie
- napromieniowanie strumieniem cząstek
  - elektronów
  - protonów
  - cząstek α